# Townsend (Delaware)
Townsend je gradić u američkoj saveznoj državi Delaver. Prema popisu stanovništva iz 2010. u njemu je živjelo 2.049 stanovnika.